# Bernard Suits

La cigarra: los juegos, la vida y la utopía. Return of the Grasshopper: Games Leisure and the good live in the third millenium

Bernard (Herbert) Suits, filósofo, profesor y conferencista estadounidense. El área de investigación filosófica de Suits era la filosofía del juego y la jugabilidad; Con el paso de los años, se ha convertido en una auténtica autoridad en este campo.
Es más conocido por su libro "La Cigarra: Juegos, Vida y Utopía" original de 1978. En 2022, la editorial cooperativa Espíritu Guerrero tradujo la obra al Español. Es una obra fundamental en la filosofía del deporte, y es especialmente importante para aquellos que conceptualmente ven el deporte como un juego. En septiembre de 2022 se publicó post mortem la segunda parte titulada "Return of the Grasshopper: Games, Leisure and the Good Life in the Third Millennium" en Inglés (actualmente no traducida al Español).

## Biografía
Suits asistió a la escuela secundaria Denby en Detroit. Luego fue reclutado en la Marina de los EE. UU. y sirvió como marinero de primera clase en el USS Olmsted entre 1944 y 1946. Continuó sus estudios en la Universidad de Chicago, donde obtuvo su licenciatura y maestría en filosofía. Recibió su doctorado en filosofía de la Universidad de Illinois con un estudio comparativo de dos esteticistas, titulado El objeto estético en Santayana y Dewey.
En 1957, comenzó a enseñar en la Universidad de Illinois y en 1959 se trasladó a la Universidad de Purdue. En 1966, Suits se convirtió en profesor asociado en la Universidad de Waterloo, donde permaneció hasta su jubilación.
También fue profesor visitante en la Universidad de Lethbridge y la Universidad de Bristol. En 1982, apareció como invitado especial en el programa de TVOntario "The Moral Question: killing and dying : morality and war".
Suits recibió el Premio de Maestro Distinguido en 1982, y en 1995 fue nombrado Profesor Emérito. También fue nominado para el Premio al Logro Sobresaliente en la Enseñanza.
Mientras enseñaba en la Universidad de Waterloo, Suits fue presidente del Departamento de Filosofía en Waterloo, decano asociado de Asuntos de Posgrado en la Facultad de Artes y presidente de la Asociación Internacional para la Filosofía del Deporte.

## Pensamiento
En el libro La Cigarra: Juegos, Vida y Utopía, Suits define el juego como 
"el intento voluntario de superar obstáculos innecesarios". 
También ofrece una definición más completa:
"Jugar un juego es intentar alcanzar un estado específico de cosas [objetivo prelusorio], utilizando únicamente medios permitidos por las reglas [medios lúdicos], donde las reglas prohíben el uso de medios más eficientes en favor de medios menos eficientes [reglas constitutivas], y donde las reglas son aceptadas simplemente porque hacen posible tal actividad [actitud lúdica]".
La actitud lúdica es la actitud psicológica que se le exige a un jugador al iniciar un juego. Adoptar una actitud lúdica es aceptar las reglas arbitrarias de un juego, aun cuando esas reglas a menudo hagan que la experiencia sea más desafiante, con el fin de facilitar la experiencia de juego resultante. Por ejemplo, cuando dos personas juegan al juego del Ahorcado, con lápiz y papel, intentan llegar a la misma palabra a través de medios artificiales, aceptando así la actitud lúdica que exigen las reglas del juego.